# Una mirada a la oscuridad (película)
Una mirada a la oscuridad (en inglés: A Scanner Darkly) es una película de 2006 dirigida por Richard Linklater y basada en la novela homónima de Philip K. Dick. La cinta narra una historia acerca de identidad y engaños ambientada en un futuro cercano distópico controlado constantemente por medio de tecnologías avanzadas de vigilancia policial en medio de una epidemia de drogadicción. El filme se filmó de manera digital y posteriormente fue animado utilizando la técnica del rotoscopiado, que se basa en dibujar sobre imágenes reales ya filmadas. Fue la primera y única película animada distribuida por Warner Independent Pictures.
El guion de la película fue escrito por Linklater y contó con las actuaciones Keanu Reeves, Robert Downey Jr., Winona Ryder, Woody Harrelson y Rory Cochrane. Tanto Steven Soderbergh como George Clooney son algunos de los productores ejecutivos de la misma. Una mirada a la oscuridad tuvo un estreno en cines selectos en julio de 2006 y llegó al resto de los cines más tarde el mismo mes. También fue exhibida en los festivales de Cannes y Seattle en 2006, y fue candidata a los Premios Hugo como mejor representación dramática en 2007.

## Argumento
Los Estados Unidos han perdido la guerra contra las drogas. La Sustancia D, una peligrosa droga que causa extrañas alucinaciones, se ha precipitado sobre el país. Aproximadamente el 20 % de la población total es adicta. En respuesta, el gobierno ha desarrollado un invasivo sistema de seguridad de alta tecnología y una red de oficiales encubiertos e informantes. 
Bob Arctor es uno de estos agentes encubiertos, asignado para sumergirse a sí mismo en el submundo de las drogas e infiltrarse en la cadena de suministro. Alguna vez en el pasado, Arctor fue abandonado por su esposa y dos hijas, dejándolo solo una ya destartalada casa de los suburbios en Anaheim, California; desde entonces la casa ha sido repoblada por dos drogadictos perezosos compañeros de Arctor: Luckman y Barris. Los tres pasan sus días intoxicados y teniendo largas y paranoicas conversaciones. En la estación de policía, Arctor mantiene su privacidad usando un «traje mezclador» el cual constantemente cambia cada aspecto de su apariencia y es sólo conocido por el nombre clave de «Fred». El oficial Mayor de Arctor, «Hank», y el resto de oficiales encubiertos, también usan trajes mezcladores, protegiendo sus identidades inclusive de ellos mismos. 
Desde que empezó a ir encubierto, el mismo Arctor se ha hecho adicto a la Sustancia D y entablado una amistad con la principal mujer a la que él espiaba: una cocainómana y proveedora de Sustancia D llamada Donna. Arctor espera adquirir una cantidad basta y suficiente de Sustancia D de parte de Donna para que se vea obligada a presentarle a su propio proveedor, pero a su vez ha desarrollado un aparente y no correspondido enamoramiento hacia ella. 
En el trabajo, Hank le ordena Arctor que intensifique la vigilancia en el mismo Arctor y sus asociados; sin embargo, ahora la casa de Arctor es el centro de su propia investigación, pues allí es donde Donna y los otros adictos pasan la mayor parte del tiempo. Por lo tanto, Arctor tiene que planear incluso más su doble vida, aunque su prolongado uso de Sustancia D está dañando su cerebro, causándole que a veces se olvide de su misma identidad. Mientras tanto, la justificada paranoia de los compañeros de hogar de Arctor alcanza niveles extremos, y Barris comunica secretamente a la policía su exagerada creencia de que Donna y Arctor son terroristas; Barris sin saberlo confiere esta información en presencia de Arctor, cuya identidad en ese momento es escondida mediante su traje mezclador. 
Después de que Barris le proveyó a la policía una grabación falsa probando sus exposiciones sobre Donna y Arctor, Hank ordena que Barris sea detenido por los cargos de proveer información falsa. Luego del arresto de Barris, Hank le revela a Arctor que ha deducido su verdadera identidad de la de «Fred» por un proceso de eliminación. Arctor parece legítimamente sorprendido y repite su propio nombre en un tono desorientado y desconocido. Hank le informa que el verdadero propósito de la vigilancia era atrapar a Barris, no a Arctor, y de que la policía estaba deliberadamente aumentando la paranoia de Barris hasta que intentó cubrir sus huellas. Hank reprime a Arctor por haberse hecho adicto a la Sustancia D, y le advierte  que sería abordado, más probablemente con una multa pero posiblemente con un par de meses con trabajos forzados. Hank llama supuestamente a Donna, y le pregunta si puede llevar a Arctor a Nuevo Camino, una corporación que hace funcionar una serie de clínicas de rehabilitación, y Arctor, que rápidamente se vuelve más desorientado, abandona la oficina de Hank, insultándole. Luego de eso, Hank ingresa a la sala de casillero y se saca el traje mezclador, revelándole su verdadera identidad a la audiencia: Donna. En la clínica de Nuevo Camino, Arctor experimenta síntomas de abstinencia de Sustancia D, incluyendo más daño cerebral. Él sin pensamiento propio repite lo que los otros dicen y pronuncia respuestas simplonas en la mayoría de casos. 
Un tiempo después, Donna (el cual se revela que es un nombre falso) conversa con otro compañero oficial de policía, Mike, y dan a entender a la audiencia que Nuevo Camino es responsable de la manufactura y distribución de la Sustancia D; irónicamente utilizan a las víctimas de la droga para cuidar sus cultivos, pues (siendo estos casi estúpidos) pueden ser de confianza en cuanto a no revelar el secreto de Nuevo Camino. Donna expresa una creciente aversión ética a su trabajo policial, en el cual deliberadamente seleccionaron a Arctor —sin que él lo supiera— para convertirse en adicto a la Sustancia D desde el principio; su salud fue sacrificada para que finalmente pudiera ingresar al centro de rehabilitación de Nuevo Camino sin ser notado como un auténtico drogadicto y recoger evidencia incriminatoria de las granjas de Sustancia D de Nuevo Camino. Donna y Mike debaten si es que la mente de Arctor alguna vez se recuperará lo suficiente para que así comprenda la situación y regrese de cumplir su sentencia con evidencia sustancial para derrocar a Nuevo Camino.
En la escena final, Nuevo Camino le da a Arctor el nuevo nombre de «Bruce» y lo mandan de la clínica a trabajar al campo en una aislada granja de Nuevo Camino, donde ve filas de flores azules escondidas entre hileras de maíz. Estas flores, referenciadas a lo largo de la película, son la fuente de la Sustancia D. Cuando la película está por llegar a su fin, Arctor esconde una de las flores azules en su bota, aparentemente preparado para dársela a las autoridades durante su prórroga de Día de Acción de Gracias, aunque no se especifica si se ha recuperado de sus deficiencias mentales para hacerlo.

## Elenco
- Keanu Reeves como Bob Arctor
- Robert Downey Jr. como James Barris
- Woody Harrelson como Ernie Luckman
- Winona Ryder como Donna Hawthorne
- Rory Cochrane como Charles Freck
- Lisa Marie Newmyer como Connie
- Dameon Clarke como Mike
- Jason Douglas como Director de la granja New-Path
- Marco Perella como Donald
- Alex Jones como Predicador

### Créditos finales
Los créditos finales presentan una abreviada versión del epílogo de la novela de Philip K. Dick, en la que el autor enlista personas que él conocía que han sufrido serios daños físicos/mentales permanentes (daño cerebral, psicosis, trauma pancreático, entre otros) o la muerte como resultado del consumo de drogas. Dick incluye su nombre en la lista, como «Phil», a una víctima permanente de daño pancreático.
Linklater añade otro nombre a los créditos y dedica la cinta a la memoria de  Louis H. Mackey, un influyente filósofo profesor de la Universidad de Texas en Austin; él había aparecido en dos películas anteriores de Linklater. Mackey murió en 2004.